# La gabbia (miniserie televisiva)
La gabbia è uno sceneggiato televisivo del 1977 diretto da Carlo Tuzii.
Il soggetto è originale, ma liberamente basato sul famoso esperimento carcerario di Stanford, nel quale un gruppo di studenti universitari della Stanford University venne suddiviso a caso in "guardie" e "prigionieri"; questi ultimi furono rinchiusi in una finta prigione, con le "guardie" a sorvegliarli. L'intenzione degli organizzatori dell'esperimento era quella di studiare il modo in cui il comportamento umano viene modificato dalle situazioni e dai ruoli imposti, ma ben presto la cosa degenerò, provocando comportamenti sempre più umilianti da parte delle "guardie", ai quali i "prigionieri" reagirono in vari modi, ma finendo quasi sempre per autodistruggere le proprie personalità.

## Trama
Roma, un gruppo di venti persone di varia estrazione sociale viene prelevato, apparentemente in arresto, e portato in un luogo alla periferia della città dove è stato allestito un edificio con le esatte fattezze di un piccolo carcere, e viene loro rivelato che, avendo risposto tempo addietro ad un'inserzione su di un quotidiano, dando la disponibilità per un esperimento scientifico, dovranno permanere, divisi in guardie e carcerati, per un mese e per tutto quel periodo ogni momento della loro giornata sarà ripreso da telecamere a circuito chiuso.
Lo scopo dell'esperimento è lo studio del comportamento delle persone in una situazione di coercizione e sottomissione ma dopo pochi giorni la situazione sfugge di mano, costringendo gli scienziati, al fine di evitare ulteriori degenerazioni dei comportamenti, dopo alcune aggressioni ed una rivolta, a porvi fine.

## Colonna sonora
La colonna sonora dello sceneggiato è stata composta dai Pooh (principalmente da Roby Facchinetti) e comprende, fra l'altro, il loro noto tema strumentale Risveglio.